# Luis Alberto Acevedo Cuervo
Luis Alberto Acevedo Cuervo (Colombia, siglo XX) es un ingeniero y político colombiano, que se desempeñó como gobernador de Norte de Santander.

## Biografía
Estudió Ingeniería Industrial y se especializó en Gerencia de proyectos. En el campo público se desempeñó como funcionario de la Secretaría de Planeacion de la Alcaldía de Los Patios, la EIS Cúcuta y la Secretaría de Cultura de Cúcuta.
El 29 de junio de 2019 fue nombrado como Secretario de Gobierno de Norte de Santander por el Gobernador William Villamizar Laguado. Tan solo dos meses después, el 22 de agosto, el Gobernador Villamizar fue suspendido por la Procuraduría General de la Nación debido a una investigación de corrupción, asumiendo Acevedo el cargo de Gobernador encargado.
Durante su administración, Acevedo tuvo que hacer frente a la situación de inseguridad en la región del Catatumbo. Fue reemplazado en el cargo por Sonia Arango Medina el 30 de agosto del mismo año.